# The World and the Woman (film, 1916)
Pour les articles homonymes, voir The World and the Woman.
Pour plus de détails, voir Fiche technique et Distribution.
The World and the Woman est un film muet américain réalisé par Frank Lloyd et Eugene Moore (en), sorti en 1916.

## Fiche technique
- Titre : The World and the Woman
- Réalisation : Frank Lloyd, Eugene Moore (en)
- Scénario : Philip Lonergan, William C. de Mille
- Production : Edwin Thanhouser
- Distribution : Pathé Exchange
- Genre : Film dramatique
- Durée : 66 minutes
- Dates de sortie :
  - États-Unis : 19 novembre 1916

## Distribution
- Jeanne Eagels : une femme des rues
- Boyd Marshall : l'homme
- Thomas A. Curran : James Palmer
- Grace DeCarlton : Mrs Jim Rollins
- Wayne Arey : Jim Rollins
- Carey L. Hastings : Anna Graham
- Ethelmary Oakland : Sunny